# Movistar

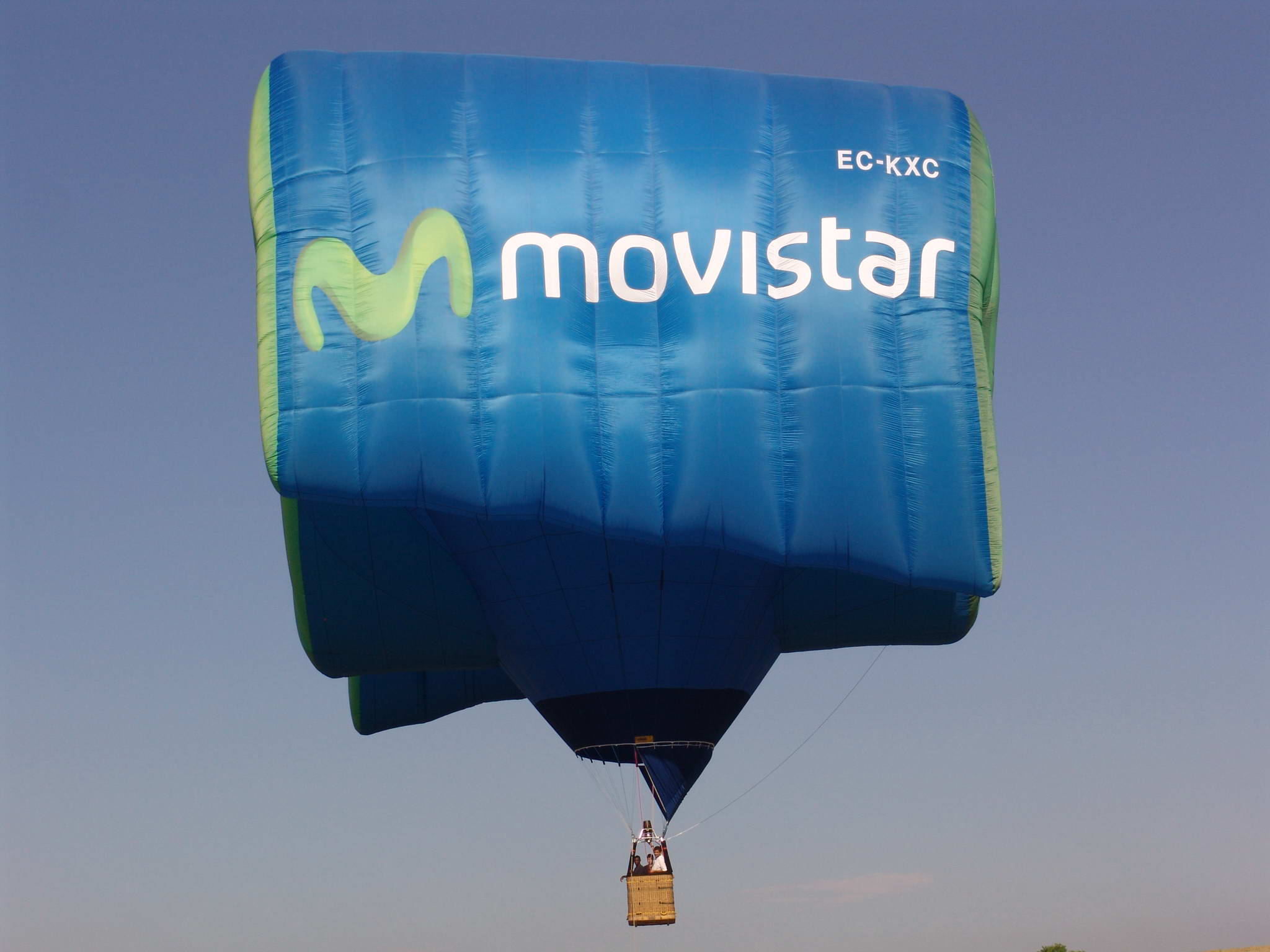
Globus patrocinat per Movistar, operat per Paseosenglobo i fabricat per Ultramagic

Movistar és un operador de telecomunicacions, pertanyent a la multinacional espanyola Telefónica. Movistar ofereix serveis de telefonia mòbil, telefonia fixa, Internet i televisió de pagament.

## Història de Movistar
Movistar va néixer quan Telefònica es va desfer de MoviLine. Movistar és la marca comercial del grup d'origen espanyol Telefònica i que opera a Espanya i a diversos països de l'Amèrica Llatina.
A principis dels anys noranta, Telefònica va segregar la seva filial dedicada al negoci dels mòbils a Espanya (primer analògic sota la marca MoviLine i després GSMsota la marca MoviStar). Paral·lelament, es va desenvolupar l'expansió internacional del grup, amb adquisicions d'operadores de telecomunicacions, generalment monopolis estatals, a Perú, a Xilei a l'Argentina. A la primera fase, aquestes companyies van seguir desenvolupant-se i expandint el seu negoci com un tot, sense segregació dels filials mòbils. Telefònica Mòbils era simplement una empresa espanyola.
El següent salt qualitatiu del grup es va donar amb la privatització de Telebràs el 1998. Telefònica, que estava integrada en diversos consorcis, va aconseguir el control de l'operador fix de Sao Paulo (Telesp) i de diversos operadors mòbils, com els del Rio de Janeiro (Telerj), Rio Grande do Sul. Paral·lelament, Telefònica va començar seva expansió al mercat mexicà. Primer comprant quatre petits operadors que pertanyien a Motorola i que operaven al nord de Mèxic i creant una filial local amb seu a Monterrey i després adquirint Pegaso i fusionant-lo amb les operacions que ja controlava, movent la companyia a Mèxic D.F..
El 2001, Telefònica Mòbils va intentar introduir-se al mercat europeu mitjançant l'adquisició d'una sèrie de llicències de tecnologia 3G a diversos països europeus. El cas d'Alemanya va ser el més onerós, comprant mitjançant subhasta, a través d'un consorci al que també participava l'operador finlandès Sonera (Group 3G), una llicència per 8.410 milions d'euros. També es van adquirir llicències a Àustria, a Suïssa i a Itàlia; arribant a crear una nova marca, la Quam, per a les seves operacions a Alemanya, Suïssa i Àustria. No obstant això, davant la no disponibilitat de tecnologia 3G a temps, Telefònica Mòbils va haver d'abandonar els països europeus el 2002.
Finalment, el 2004, va comprar els actius llatinoamericans de l'operador dels Estats Units BellSouth. D'aquesta manera va adquirir operadors mòbils a mercats als quals no operava (com eren Nicaragua, Panamà, Colòmbia, Veneçuela, Equador i Uruguai) i als que ja tenia operacions (com Guatemala, Perú, Xile o Argentina). Al novembre del 2006, Telefònica Mòbils va acordar comprar l'operadora de telefonia mòbil O2 Group, amb la qual cosa Telefònica es va introduir al mercat britànic, irlandès i alemany.

## Història de Movistar a Espanya

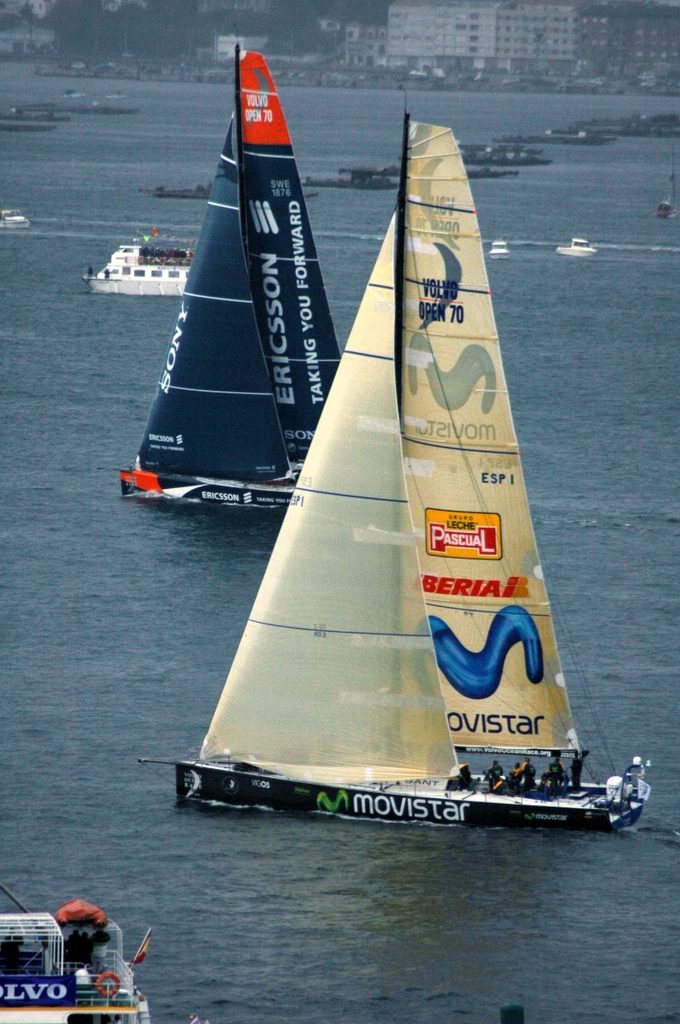
Vaixell Movistar, a la Volvo Ocean Race, a Vigo (any 2005)

Telefònica, amb la seva filial TS1 (Telefònica Serveis Un) va començar les proves de telefonia mòbil amb el sistema GSM durant l'Exposició Universal de Sevilla i les Olimpíades de Barcelona de 1992, i el servei, sota la marca Movistar, es va llançar comercialment el setembre de 1995, tot i que des de juliol d'aquell mateix any la xarxa estava oberta als clients estrangers en roaming per Espanya. Llavors, ja existia un altre servei de telefonia mòbil, també de Telefònica, anomenat MoviLine, que operava en analògic (a diferència de Movistar que ho fa en digital).
El juliol de 1996 es va posar en marxa Movistar prepagament, una targeta a través de la qual el consumidor pagava el servei per avançat i l'anava consumint més tard. Al març de 1997, es produeix el llançament de Movistar Activa, millorant el sistema de manera que incorpora la possibilitat de recarregar la targeta en trams de 5000 pessetes, per no haver de comprar una de nova en finalitzar el saldo.
Al febrer de 1999 Movistar va començar a operar a la banda de 1800 megahertzs, quan arriba la tecnologia dual a Espanya. Al març de l'any 2000, l'empresa aconsegueix una llicència per operar en UMTS, anomenada Tercera Generació de telefonia mòbil (3G), i el gener de 2001 es produeix el llançament comercial del servei de GPRS (2.5G).
El setembre de 2002 es posa en marxa el servei de Missatgeria multimèdia (MMS), amb el qual es poden enviar missatges que incorporen fotografies en color i tons de so. Al maig de 2004 es va llançar comercialment el servei de videotrucada a la xarxa d'UMTS.

## La unificació de la marca Movistar

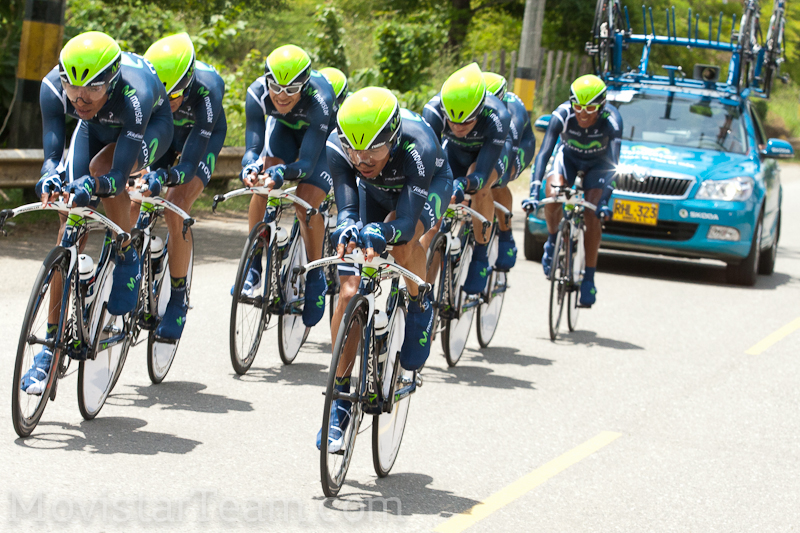
Equip ciclista Movistar Team Continental, a Colòmbia

L'any 2004, Telefònica va adquirir tots els actius cel·lulars de BellSouth a Amèrica Llatina. Davant la multiplicitat de marques comercials que va arribar a tenir com a conseqüència d'aquesta adquisició, l'obligació legal de deixar de fer servir la marca BellSouth i la presència de diverses operadores de Telefònica Mòbils a un mateix país (com per exemple a l'Argentina (Unifon + Movicom), Xile (Telefònica Mòbil + BellSouth Xile), Guatemala (Telefònica MoviStar + BellSouth Guatemala) i Perú (Telefònica MoviStar + BellSouth Perú), Telefònica va decidir unificar les seves operacions sota la marca que ja tenia a Espanya i a altres països com Mèxic, Movistar, però renovant el seu logotip: va passar de <Telefónica Movistar> a una nova logomarca amb una M arrodonida de color blau o verd i la paraula movistar en minúscules. Aquest canvi es va fer efectiu el 6 d'abril de 2005, havent-se presentat davant dels medis i del públic el dia anterior, després d'una gran campanya d'imatge en la qual no es revelava el producte anunciat fins aquell mateix dia.
El Brasil i el Marroc van quedar al marge d'aquesta unificació de marques al tractar-se d'empreses mixtes (joint-ventures) amb Portugal Telecom (la primera va conservar la marca Vivo, mentre que la segona va seguir amb Méditel).
La cançó Walking on sunshine, de l'any 1983, cantada per Katrina and the Waves (guanyadora del Festival de la cançó d'Eurovisió de l'any 1997), va ser utilitzada per Telefónica a les seves campanyes publicitàries de presentació de la nova marca a Espanya i a Amèrica Llatina.
A partir del maig de 2010, Movistar esdevingué l'única marca comercial emprada per Telefónica a Espanya per oferir serveis de telefonia mòbil i fixa, Internet i televisió de pagament.
Facua denuncià el juliol de 2018 un error de seguretat a la web de Movistar que exposava les dades dels seus clients.

## Països on opera Movistar

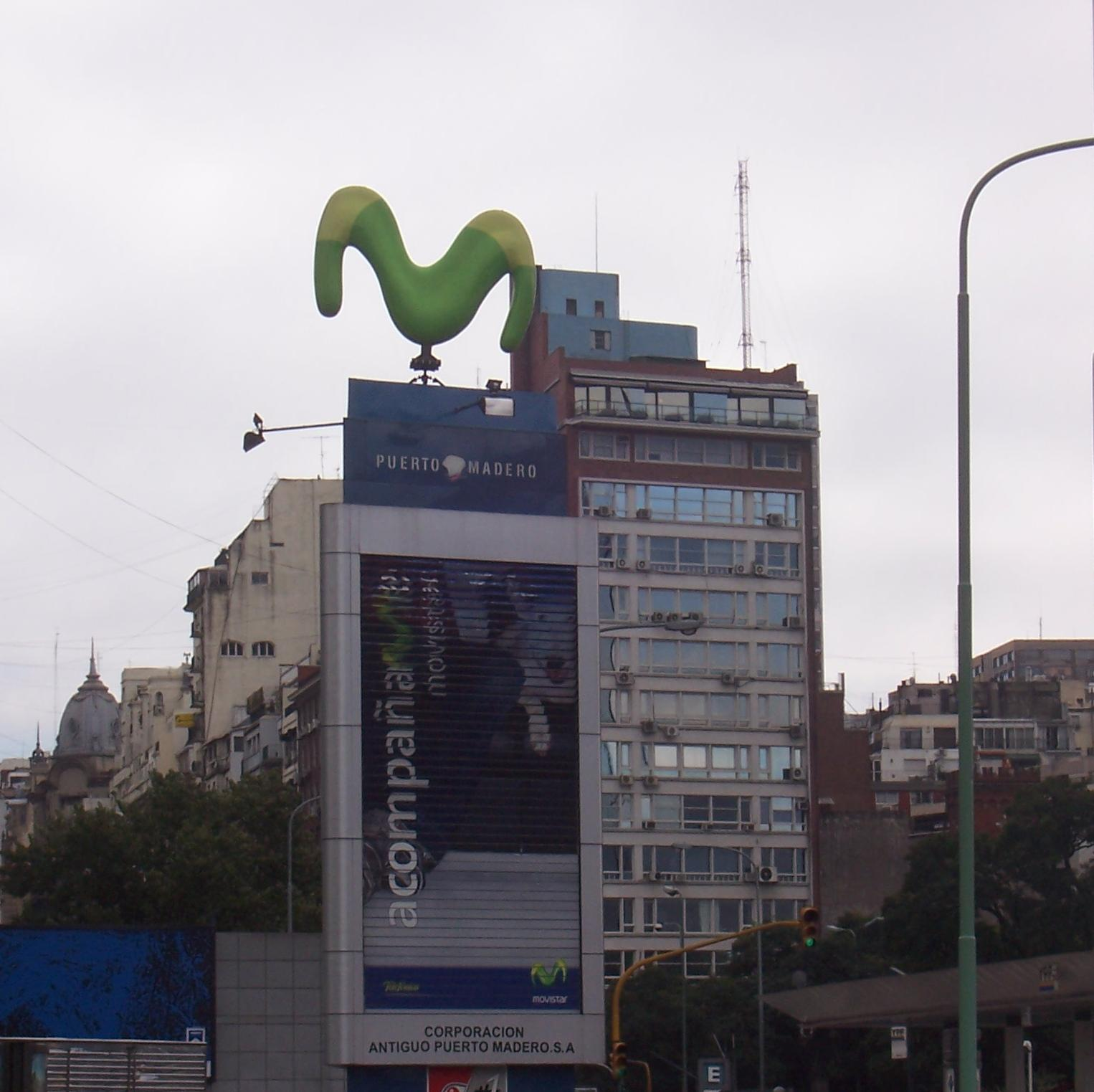
Cartell de Movistar a Buenos Aires

- Argentina
- Colòmbia
- Equador
- El Salvador
- Espanya
- Guatemala
- Mèxic
- Nicaragua
- Panamà
- Perú
- Puerto Rico
- Uruguai
- Veneçuela
- Xile

## Movistar Plus
Article principal: Movistar+
Movistar Plus és la gran televisió de pagament a Espanya. Va néixer de la unió entre Movistar TV (imagenio) i Canal+. Això vol dir que ambdós serveis s'han fusionat sota una sola marca. Movistar Plus és una plataforma que engloba tota una sèrie de productes destinats a la visualització de canals de pagament i sèries, programes i pel·lícules exclusives de l'empresa així com també la possibilitat de tenir xarxa wifi a casa. Per altra banda, també té uns serveis que milloraran l'experiència televisiva, com per exemple la visualització en alta definició, gravacions de programes o bé visualització dels últims 7 dies.